# بری گوردون
بری گوردون (انگلیسی: Barry Gordon؛ زادهٔ ۲۱ دسامبر ۱۹۴۸) یک سیاست‌مدار اهل ایالات متحده آمریکا است.
از فیلم‌ها یا برنامه‌های تلویزیونی که وی در آن نقش داشته است می‌توان به هزاران دلقک و هدف از زیبایی اشاره کرد.